# 등각 대칭
양자장론에서 등각 대칭(等角對稱, 영어: conformal symmetry)은 양자장론이 가질 수 있는 대칭의 하나이다. 대략, 이 대칭을 가진 이론은 특별한 길이 눈금을 갖지 않고, 모든 길이 눈금이 동등하다. 등각 대칭을 갖는 양자장론을 등각 장론이라 한다.

## 정의
d차원 민코프스키 공간의 등각 대칭군은 {\displaystyle \operatorname {SO} (d,2)}이다. 이는 푸앵카레 군 {\displaystyle \operatorname {ISO} (d-1,1)}을 부분군으로 포함한다.
{\displaystyle \mu ,\nu ,\dots \in \{1,2,\dots ,d\}}라고 할 때, 등각 대칭군의 생성원들은 다음과 같다.
| 기호                         | 이름                                                   | 성분 수                  | 등각 차원 |
| ---------------------------- | ------------------------------------------------------ | ------------------------ | --------- |
| {\displaystyle M_{\mu \nu }} | 회전 및 로런츠 변환                                    | {\displaystyle d(d-1)/2} | 0         |
| {\displaystyle P_{\mu }}     | 병진 변환                                              | {\displaystyle d}        | +1        |
| {\displaystyle D}            | 확대 변환                                              | 1                        | 0         |
| {\displaystyle K_{\mu }}     | 특수 등각 변환(영어: special conformal transformation) | {\displaystyle d}        | −1        |

이 가운데 {\displaystyle M}만 남기면 로런츠 군, {\displaystyle M}과 {\displaystyle P}만 남기면 푸앵카레 군이 된다.
등각 대칭군의 리 대수는 다음과 같다.:(4.19)
{\displaystyle [D,K^{\mu }]=-iK^{\mu }}
{\displaystyle [D,P_{\mu }]=iP_{\mu }}
{\displaystyle [K_{\mu },P_{\nu }]=2i(\eta _{\mu \nu }D-M_{\mu \nu })}
{\displaystyle [K_{\mu },M_{\nu \rho }]=i(\eta _{\mu \nu }K_{\rho }-\eta _{\mu \rho }K_{\nu })}
{\displaystyle [P_{\rho },M_{\mu \nu }]=i(\eta _{\rho \mu }P_{\nu }-\eta _{\rho \nu }P_{\mu })}
{\displaystyle [M_{\mu \nu },M_{\rho \sigma }]=i(\eta _{\nu \rho }M_{\mu \sigma }+\eta _{\mu \sigma }M_{\nu \rho }-\eta _{\mu \rho }M_{\nu \sigma }-\eta _{\nu \sigma }M_{\mu \rho })}
여기서 {\displaystyle \eta _{\mu \nu }}는 민코프스키 계량 텐서이다. 나머지 리 괄호들은 모두 0이다.
방사 양자화(영어: radial quantization) 아래, 등각 대칭 생성원의 에르미트 수반은 다음과 같다. (등각 장론에 대하여 통상적으로 쓰이는 방사 양자화에서의 에르미트 수반은 일반 양자장론에 쓰이는 양자화에서의 에르미트 수반과 다르다.)
{\displaystyle D^{\dagger }=-D}
{\displaystyle (P_{\mu })^{\dagger }=K^{\mu }}
{\displaystyle (M_{\mu \nu })^{\dagger }=M^{\mu \nu }}
등각 대칭군이 {\displaystyle \operatorname {SO} (d,2)}임을 보이기 위해서, 다음을 정의하자.
{\displaystyle M_{-1,0}=D}
{\displaystyle M_{-1,\mu }={\frac {1}{2}}(P_{\mu }-K_{\mu })}
{\displaystyle M_{0,\mu }={\frac {1}{2}}(P_{\mu }+K_{\mu })}
그렇다면, 지표 {\displaystyle M,N\in \{-1,0,1,\dots ,d\}}에 대하여 {\displaystyle M_{M,N}}은 {\displaystyle \operatorname {SO} (d,2)}의 표준적인 생성원을 이룬다.
{\displaystyle [M_{MN},M_{PQ}]=i(\eta _{MQ}J_{NP}+\eta _{NP}J_{AQ}-\eta _{MP}M_{NQ}-\eta _{NQ}J_{MP})}
{\displaystyle (M_{MN})^{\dagger }=M^{MN}}
여기서
{\displaystyle \eta _{-1,-1}=-1}
{\displaystyle \eta _{0,0}=1}
이다.

## 표현
등각 대칭은 스칼라장에 대하여 다음과 같이 표현된다.:98, (4.18)
{\displaystyle M_{\mu \nu }\equiv i(x_{\mu }\partial _{\nu }-x_{\nu }\partial _{\mu })}
{\displaystyle P_{\mu }\equiv -i\partial _{\mu }}
{\displaystyle D\equiv -ix_{\mu }\partial ^{\mu }}
{\displaystyle K_{\mu }\equiv i(x^{2}\partial _{\mu }-2x_{\mu }x_{\nu }\partial ^{\nu })}
4차원의 경우, 등각 대칭군 {\displaystyle \operatorname {SO} (4,2)\sim \operatorname {SU} (2,2)}의 모든 양 에너지 유니터리 표현들이 분류되었다.

## 같이 보기
- 등각 사상
- 공형군
- 콜먼-맨듈라 정리
- 재규격화군
- 초등각 장론